# أرييه سيمون

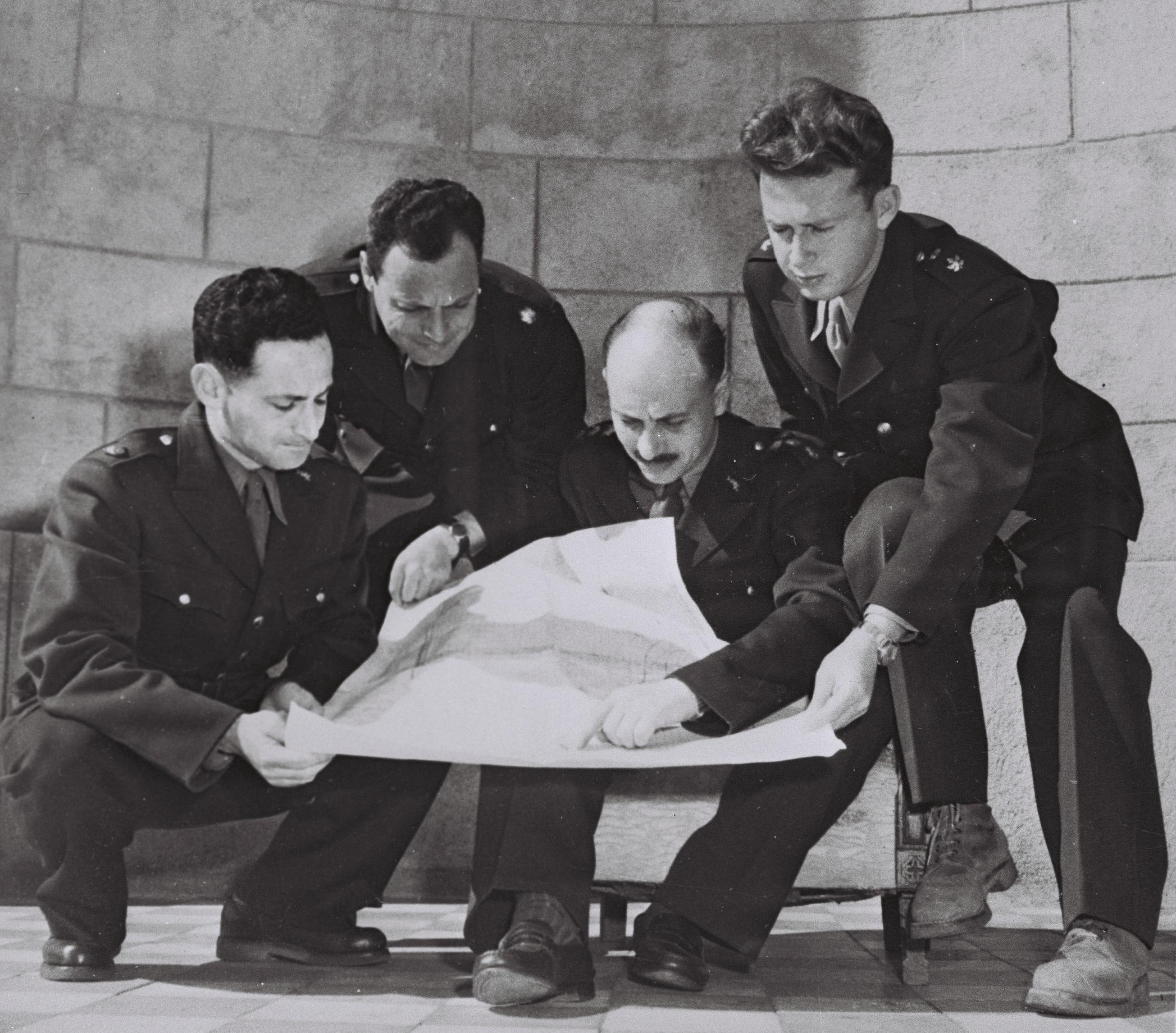
من اليمين: يتسحاق رابين، يغائيل يادين، أرييه سيمون، يهوشافت هاركابي خلال اتفاقيات الهدنة في رودس

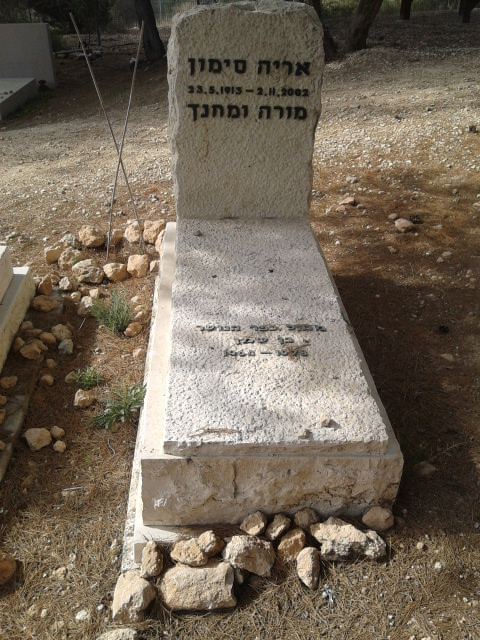
قبر أرييه سيمون في مقبرة قرية شباب بن شيمن

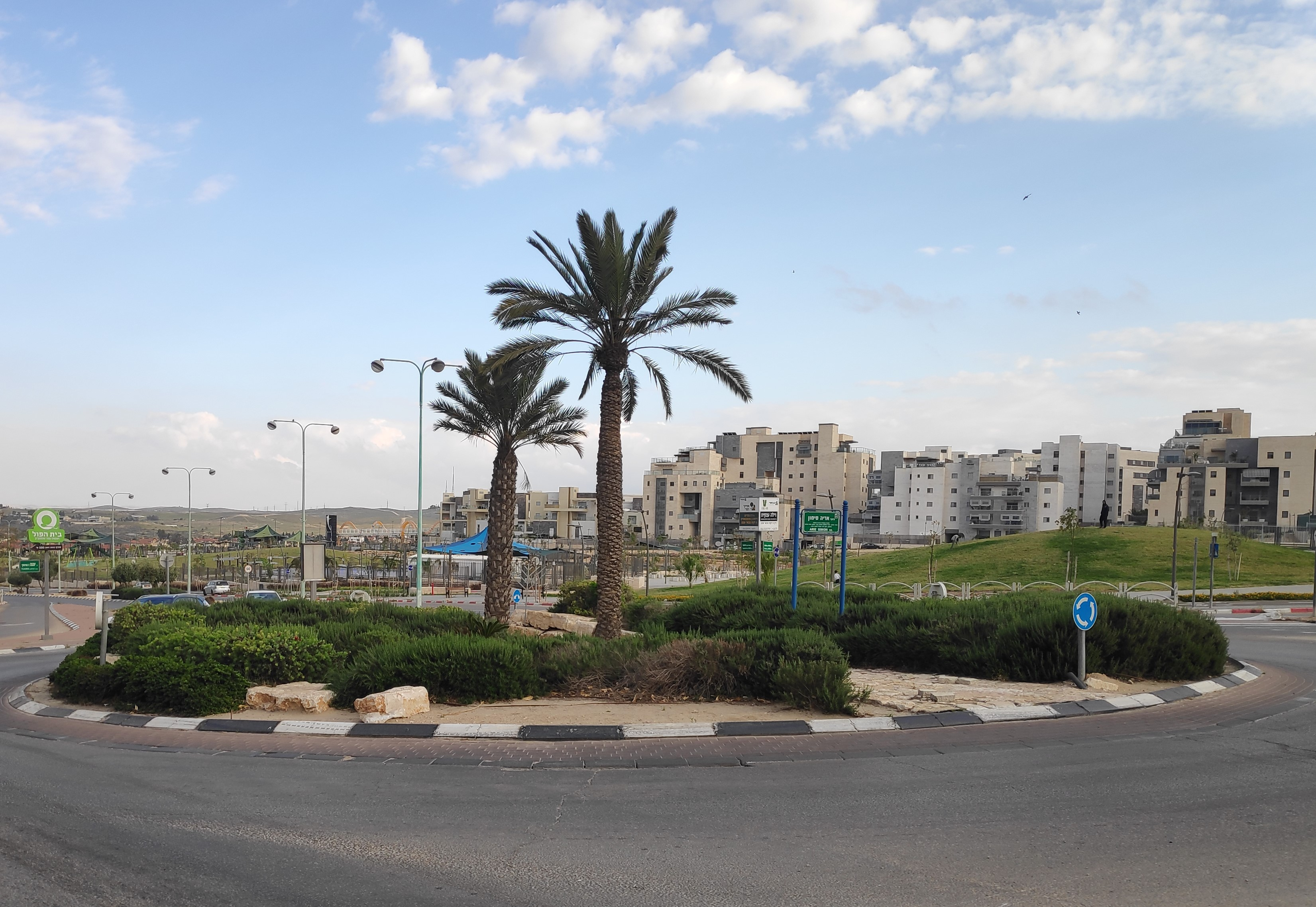
ساحة أرييه سيمون في بئر السبع، بالقرب من حديقة الأساطير (في الخلفية) ومدرسة ريجر الثانوية.

أرييه سيمون (23 مايو 1913-2 نوفمبر 2002) معلم إسرائيلي، حصل على جائزة إسرائيل في التعليم في عام 1975.

## حياته
ولد سيمون عام 1913 في مدينة ماينتس بألمانيا. وبعد عام اندلعت الحرب العالمية الأولى، وجُند والده في الجيش لمدة أربع سنوات كضابط على الجبهة الغربية مع فرنسا. ومرضت والدته، فانتقل للعيش مع جدته وجده، اللذين تشرب منهما الحياة والقيم اليهودية.
انضم إلى حركة الشباب الصهيوني «كديما». ودرس القانون في جامعتي هايدلبرغ وفرايبورغ. وفي عام 1933، ومع صعود النازيين إلى السلطة، انتقل لدراسة اللغات والفلسفة الكلاسيكية في جامعة بازل.
وهاجر إلى فلسطين في عام 1935، وأكمل دراسته في مدرسة المعلمين في بيت هاكيرم. وفي عام 1937، وبناءً على دعوة من الدكتور سيجفريد ليمان التحق بهيئة التدريس في قرية شباب بن شيمن، وانتقل للعيش هناك.
في خريف عام 1940، وخلال الحرب العالمية الثانية، تطوع سيمون في سرية مشاة في اللواء اليهودي، وأصبح لاحقًا ضابط مخابرات في أول كتيبة تابعة له. وفي نهاية الحرب، عمل في معسكرات اللاجئين الخاصة بالناجين من المحرقة. وفي أغسطس 1947، قبل حرب الاستقلال، خدم في هيئة الأركان العامة للهاجاناه (ولاحقًا في الجيش الإسرائيلي) كمساعد خاص ليغائيل يادين في المخابرات الحربية برتبة رائد. وبعد تنظيم شعبة المخابرات على يد حاييم هرتسوغ، عُين سيمون نائبا لبنيامين جبليفي صناعة الاستخبارات القتالية. وعمل في قسم الأبحاث وصاغ إجراءات العمل ومبادئ البحث التي كانت بمثابة الأساس النظري لجهاز المخابرات، وكان عضوًا في الوفد الإسرائيلي للتفاوض مع مصر بشأن اتفاقيات وقف إطلاق النار في رودس عام 1949.
في عام 1952 استُدعى إلى بئر السبع ليشغل منصب المدير الأول لدائرة التربية والتعليم في المدينة، ومن 1953 إلى 1964 شغل منصب مفتش منطقة الجنوب في وزارة التربية والتعليم. وأنشأ البنية التحتية لنظام التعليم في الجنوب وبدأ في إنشاء كلية كي للتربية، والتي اعتمدتها وزارة التربية والتعليم ككلية عامة.
في عام 1964 عاد إلى قرية شباب بن شيمن بعد أن شهدت عدة أزمات. فأعاد بناءها وقام بأقلمتها مع روح العصر وأنشأ منهج للدراسة لنيل شهادة الثانوية العامة. وشغل منصب مديرها حتى عام 1978. وبعد تقاعده انتقل للعيش مع زوجته إلى تل أبيب.
نشر سايمون كتبًا ومقالات عن التعليم ونقد الكتاب المقدس والفكر اليهودي. وتوفي في نوفمبر في عام 2002 عن عمر يناهز 89 عاما ودفن في مقبرة قرية شباب بن شيمن.

## جوائز
في عام 1975 نال جائزة إسرائيل للإنجاز مدى الحياة في التعليم. وفي عام 2007 سميت ساحة في بئر السبع باسمه. 
كانت زوجته آني طبيبة نفسية للأطفال. وماتت ابنته نعومي، التي كانت عاملة اجتماعية، بسبب مرض السرطان. وكان ابنه الدكتور داني سيمون جراحًا، والمدير المؤسس لوحدة الصدمات في مركز كابلان الطبي، وأدار وحدة الصدمات في مركز شيبا الطبي.